# Liste der Bischöfe von Ivrea
Die folgenden Personen waren Bischöfe von Ivrea (Italien):
- Eulalius (erwähnt 483)
- Wilhelm I. (erwähnt 502)
- Arnolf (erwähnt 555)
- Placidius (erwähnt 591)
- Antero I. (erwähnt 618)
- Desiderius I. (erwähnt 679)
- Wilhelm II. (erwähnt 686)
- Wibert I. (erwähnt 705)
- Antero II. (erwähnt 724)
- Besso (erwähnt 730)
- Enrico I. (erwähnt 745)
- Desiderius II. (erwähnt 790)
- Joseph (erwähnt 844 und 853), Erzkapellan Kaiser Ludwig II.
- Azzo (erwähnt 867 und 877)
- Walfred (erwähnt 904)
- Baterico (erwähnt 930)
- Asmondo (erwähnt 938)
- Johannes II. (erwähnt 965)
- Seliger Warmondo (erwähnt 1001 und 1011)
- Ottaviano (erwähnt 1011 und 1024)
- Enrico II. (erwähnt 1029 und 1044)
- Ugo (erwähnt 1053)
- Enrico III. (erwähnt 1059)
- Albert (erwähnt 1065)
- Federico I. (erwähnt 1072)
- Oggero (erwähnt 1059)
- Wibert II. (erwähnt 1090)
- Konrad I. (erwähnt 1097)
- Pietro I. (erwähnt 1118)
- Guido (1123–1157)
- Germanus (1158–1196)
- Guido II. (1196–?)
- Bernardo OSB (1204–1205)
- Pietro II. OCist (1205–1208) (dann Erzbischof von Tessalonica)
- Oberto di Cocconato (1209–1228)
- Giacomo (1228–?)
- Oberto II. (1237–?)
- Corrado II. (1242–?)
- Giovanni di Barone (1245–1264)
- Federico di Front e San Martino (1264–1288) (dann Bischof von Ferrara)
- Alberto Gonzaga OFM (1288–1322)
- Oberto Solaro (1322–?)
- Palladio Avogadro (1326–circa 1346)
- Giacomo de Francisco, O.Cist. (1346–1358)
- Giacomo Mistrali (1358–1360)
- Pietro di Camera (1360–1373)
- Pietro Condono (1375–?)
- Pietro Codo (1390–?)
- Bonifacio di San Martino (1399–1405)
- Agostino OESA (1405–?)
- Giacomo Pomerio (1417–1437)
- Bonifacio (1437–?)
- Giovanni Parella di San Martino (1447–1479)
- Domenico Manfredi OSB (1480–1483)
- Nicolò Garigliati (1483–1497)
- Bonifacio Kardinal Ferrero (1497–1509) (dann Bischof von Vercelli)
- Giovanni Stefano Kardinal Ferrero (1509–1510) (Administrator)
- Bonifacio Kardinal Ferrero (1511–1518) (2. Mal)
- Filiberto Kardinal Ferrero (1518–1549)
- Sebastiano Ferrero (1551–1563)
- Ferdinando Ferrero (1563–1580)
- Cesare Ferrero (1581–1612)
  - Enrico Silvio OCarm (Februar bis September 1612) (Elekt)
- Giuseppe di Ceva (1614–1633)
- Ottavio Asinari B (1634–1658)
- Filiberto Millet de Faverges (1658–1663)
- Pompeo Valperga (1664–1669)
- Giacinto Trucchi OP (1669–1698)
- Alessandro Lambert (1698–1706)
  - Sedisvakanz (1706–1727)
- Silvio Domenico Nicola (1727–1733) 
  - Sedisvakanz (1733–1741)
- Michele Vittorio Villa (1741–1763)
- Francesco Rorengo di Rorà (1764–1768) (dann Erzbischof von Turin)
- Giuseppe Ottavio Pochettini (1769–1803)
- Giuseppe Maria Grimaldi (1805–1817) (dann Erzbischof von Vercelli)
- Columbano Giovanni Battista Carlo Gaspare Chiaverotti OSBCam (1817–1818) (dann Erzbischof von Turin)
- Luigi Paolo Pochettini (1824–1837)
- Luigi Moreno (1838–1878)
- Davide Riccardi (1878–1886) (dann Bischof von Novara)
- Agostino Richelmy (1886–1897) (dann Erzbischof von Turin)
- Matteo Angelo Filipello (1898–1939)
- Paolo Rostagno (1939–1959)
- Albino Mensa (1960–1966) (dann Erzbischof von Vercelli)
- Luigi Bettazzi (1966–1999)
- Arrigo Miglio (1999–2012)
- Edoardo Aldo Cerrato CO (2012–2024)
- Daniele Salera (seit 2024)